# Ionești (Vâlcea)
Ionești es una comuna ubicada en el distrito Vâlcea, Rumania.

## Superficie
Posee una superficie de 51,48 kilómetros cuadrados.

## Demografía
Hasta 2021 la población era de 3762 habitantes, con una densidad de población de 73,08 habitantes por kilómetro cuadrado.